# Hemidactylus reticulatus
Espèce
Statut de conservation UICN

 LC  : Préoccupation mineure
Hemidactylus reticulatus est une espèce de geckos de la famille des Gekkonidae.

## Répartition
Cette espèce est endémique d'Andhra Pradesh en Inde.

## Publication originale
- Beddome, 1870 : Descriptions of some new lizards from the Madras Presidency. The Madras monthly journal of medical science, vol. 1, p. 30-35.